# Рогознічка
Рогознічка (пол. Rogoźniczka) — село в Польщі, у гміні Мєндзижець-Підляський Більського повіту Люблінського воєводства. Населення — 217 осіб (2011).

## Історія
У часи входження до складу Російської імперії належало до Радинського повіту Сідлецької губернії.
За даними етнографічної експедиції 1869—1870 років під керівництвом Павла Чубинського, населення села порівну становили греко-католики та римо-католики, усі розмовляли польською мовою. Греко-католиків було 74 особи.
У 1975—1998 роках село належало до Білопідляського воєводства.

## Демографія
Демографічна структура станом на 31 березня 2011 року:
|          | Загалом | Допрацездатний вік | Працездатний вік | Постпрацездатний вік |
| -------- | ------- | ------------------ | ---------------- | -------------------- |
| Чоловіки | 113     | 25                 | 74               | 14                   |
| Жінки    | 104     | 24                 | 53               | 27                   |
| Разом    | 217     | 49                 | 127              | 41                   |